# Мартинкенас, Вальдемарас Адольфович
Вальдема́рас Адольфович Мартинке́нас (лит. Valdemaras Martinkėnas; 10 марта 1965, Крокялаукис, Алитусский район — 20 июля 2004, Нова-Горица) — советский и литовский футболист, вратарь. Мастер спорта СССР.

## Биография
Первый тренер — А. Битаутас (Алитус), продолжил футбольное образование в вильнюсской спортшколе. В основе «Жальгириса» появился только в 1989 году, после армейской службы в таллинской «Звезде» и двухлетней стажировки в клубе 2-й лиги «Атлантас». Сразу завоевал место в основе, подтверждая свой класс надежной игрой.
Со второй половины 1991 года начал выступать в киевском «Динамо», где также выделялся отличной игрой. В 1994—1996 — играл в Швейцарии вместе с несколькими литовскими футболистами. Транзитом через Финляндию и Эстонию в 1997 году оказался в России: соотечественник Вальдемараса, Беньяминас Зелькявичюс, возглавил команду «КАМАЗ-Чаллы» и в качестве основного вратаря пригласил Мартинкенаса в команду. Однако уже во втором круге чемпионата Мартинкенас вернулся в Литву.
Был женат, двое сыновей.
20 июля 2004 года утонул в реке в словенском городе Нова-Горица.

## Достижения
- Чемпион Литвы 1991
- Чемпион Украины 1993
- Чемпион VIII Спартакиады народов СССР 1983

Личные
- Лучший футболист Литвы 1989

## Статистика
| Сезон   | Клуб            | Матчи | Голы |
| ------- | --------------- | ----- | ---- |
| 1987    | Атлантас        | 13    | ?    |
| 1988    | Атлантас        | 24    | ?    |
| 1989    | Жальгирис       | 25    | -23  |
| 1990    | Жальгирис       | 0+1   | 0-1  |
| 1990    | Жальгирис       | 26    | -7   |
| 1991    | Жальгирис       | 16    | -10  |
| 1991    | Динамо (Киев)   | 2     | -3   |
| 1992    | Динамо (Киев)   | 10    | -7   |
| 1992/93 | Динамо (Киев)   | 12    | -6   |
| 1993/94 | Динамо-2 (К)    | 4     | -3   |
| 1994/95 | Виль            | ?     | ?    |
| 1995/96 | Виль            | ?     | ?    |
| 1996    | Хака            | 3     | ?    |
| 1996/97 | СК Лелле        | 1     | ?    |
| 1997    | КАМАЗ-Чаллы     | 19    | -43  |
| 1997/98 | Кареда (Шяуляй) | ?     | ?    |
| 1998/99 | Кареда (Шяуляй) | ?     | ?    |
| 1999    | Кареда (Шяуляй) | 9     | ?    |
| 2000    | Курессааре      | 15    | -40  |